# Scopula reconditaria
Scopula reconditaria là một loài bướm đêm trong họ Geometridae.